# Pietro Ziani
Pietro Ziani, född 1153, död 1230, var en venetiansk doge. Han var regerande doge av Venedig 1205–1229.